# Ревальвация
Ревальва́ция — повышение курса национальной валюты по отношению к валютам других стран, международным счётным денежным единицам, золоту. Действие, противоположное девальвации.
Термин ревальвация происходит от латинского слова valeo (имею значение, стою) и приставки re (обозначает возобновление).

## Описание
До отмены золотых паритетов ревальвация сопровождалась одновременным повышением золотого содержания валюты. Для страны, ревальвирующей свою валюту, возникает возможность приобрести иностранную валюту дешевле. При этом конкурентоспособность экспортируемых товаров на мировом рынке снижается, а импорт увеличивается. Поэтому к ревальвации прибегают, когда интересы экспортеров капитала и импортеров товаров берут верх над интересами должников и экспортёров товаров. Ревальвация используется также для борьбы с инфляцией и с целью сдерживания роста активного сальдо платёжного баланса. В условиях бумажно-денежного обращения девальвация и ревальвация используются в основном для регулирования курса национальных валют. На внутреннем рынке под влиянием инфляции её покупательная способность может и снижаться, хотя и в меньшей степени, чем в других странах. Ревальвация оказывает влияние на туризм: приток иностранных туристов уменьшается, так как посещение страны оказывается для них дороже, в то время как количество поездок за рубеж возрастает, так как туристам это становится выгоднее. Ревальвацию могут проводить под давлением других стран или международных валютных организаций. Одним из механизмов ревальвации является отказ центрального банка страны от проведения операций по сдерживанию валютного курса.
Ревальвация не обязательно применяется к деньгам, она также может проводиться по отношению к стоимости товаров.
Ревальвацию своих валют для борьбы с инфляцией в конце 1960-х — начале 1970-х проводили ФРГ, Нидерланды, Швейцария, Австрия и ряд других стран.